# Destiny (ISS-Modul)
Destiny (englisch für Schicksal) ist das vierte Modul der Internationalen Raumstation und das zweite aus den USA. Es hat eine zylindrische Form, ist 8,5 m lang, hat einen Durchmesser von 4,3 m und eine Leermasse von 14,5 t. Vollständig ausgerüstet liegt seine Masse bei 24,0 t.
Am Heck ist Destiny dauerhaft mit dem Kopplungsmodul Unity, am Bug mit dem Verbindungsknoten Harmony verbunden. Destiny wurde am 7. Februar 2001 mit der STS-98-Mission ins All gebracht.
Insgesamt stehen 24 Standard-Racks zur Verfügung: 13 davon können für Experimente und wissenschaftliche Ausrüstung, während die übrigen 11 zur Steuerung oder als Lagerraum genutzt werden.
Die Hülle des Labormoduls besteht aus Aluminium und ist zusätzlich mit einem Mikrometeoritenschutz umgeben. Dieser besteht aus einem Material, das dem schusssicherer Westen ähnelt. Destiny verfügt über ein großes Fenster, das sich mit einer Art Fensterladen verschließen lässt. Über dieses Fenster soll vor allem erdbezogene Forschung erfolgen.
Beim Start waren vier Racks montiert. Sie dienen in erster Linie der Steuerung der wichtigsten Systeme und der Lebenserhaltung. Enthalten sind Anlagen zur Luftventilation, zwei Kühlsysteme auf Wasserbasis (4 °C- und 17 °C-System), zwei sogenannte Avionics-Racks mit Steuerungssystemen für die interne Kommunikation, für Lageregelung, Lebenserhaltung, Umweltdaten, Kopplungsmechanismen, Druckausgleich, Befehls- und Datenverarbeitung sowie das Energie- und das Alarmsystem (Feuerdetektion und Luftdruckkontrolle). Zusätzlich installiert wurde ein fünftes Rack mit einem Luftaufbereitungssystem.
Später wurden weitere Versorgungsracks (Brauchwassersysteme, Unterstützung für Außenbordarbeiten, Bahnverfolgung und Kommunikation) sowie Forschungsapparaturen eingebaut. Dazu waren noch drei Reihen für je sechs Racks frei. Alle Racks werden über einen zentralen Energie- und Datenbus mit Strom und Regelsystemen versehen. Außerdem stehen zwei universelle Kühlsysteme zur Verfügung. Zeitweilig können auch Proben bereits absolvierter Experimente unter speziellen Bedingungen (z. B. eingefroren) gelagert werden. Die Racks sind universell, genormt und austauschbar. Der Transport erfolgt innerhalb von speziellen Logistikmodulen (MPLM).
Im US-Labormodul Destiny werden Experimente auf den Gebieten Mikrogravitation, Lebenswissenschaften, Biologie, Ökologie, Erderkundung, Weltraumforschung und Technologie ausgeführt. Auch kommerzielle Forschungen sind geplant.

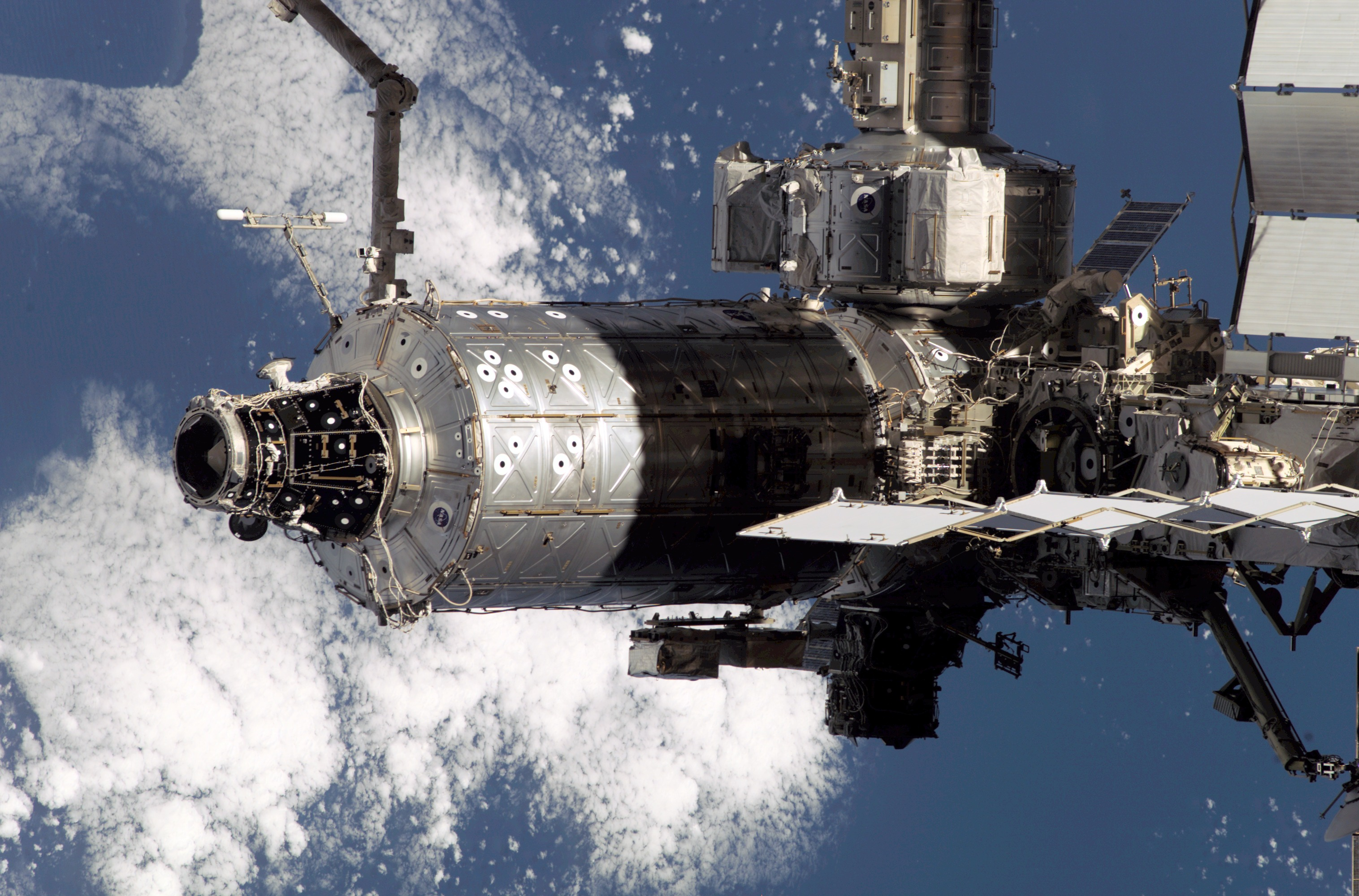
Destiny angedockt an die Station
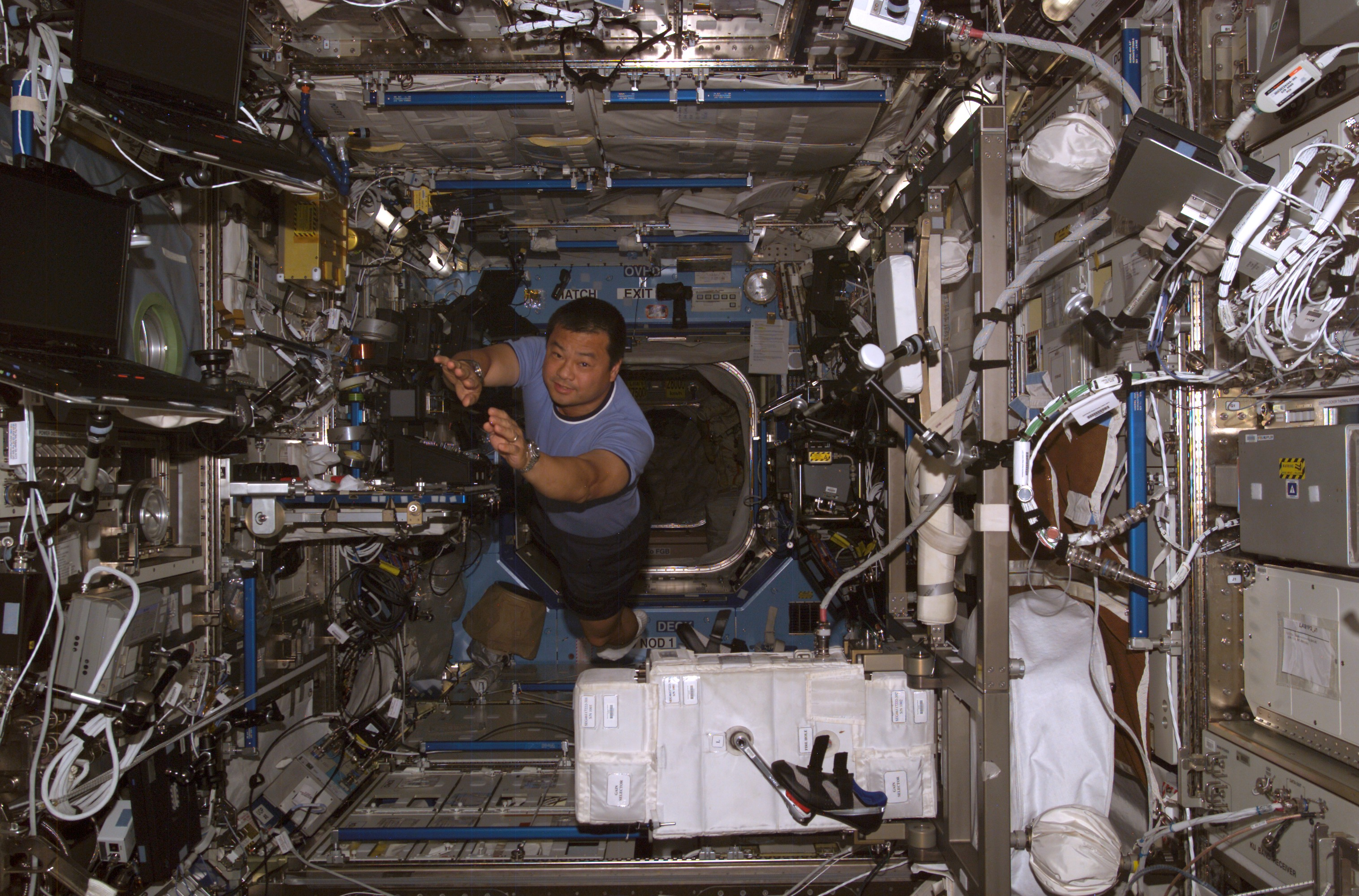
Leroy Chiao im Destiny-Modul
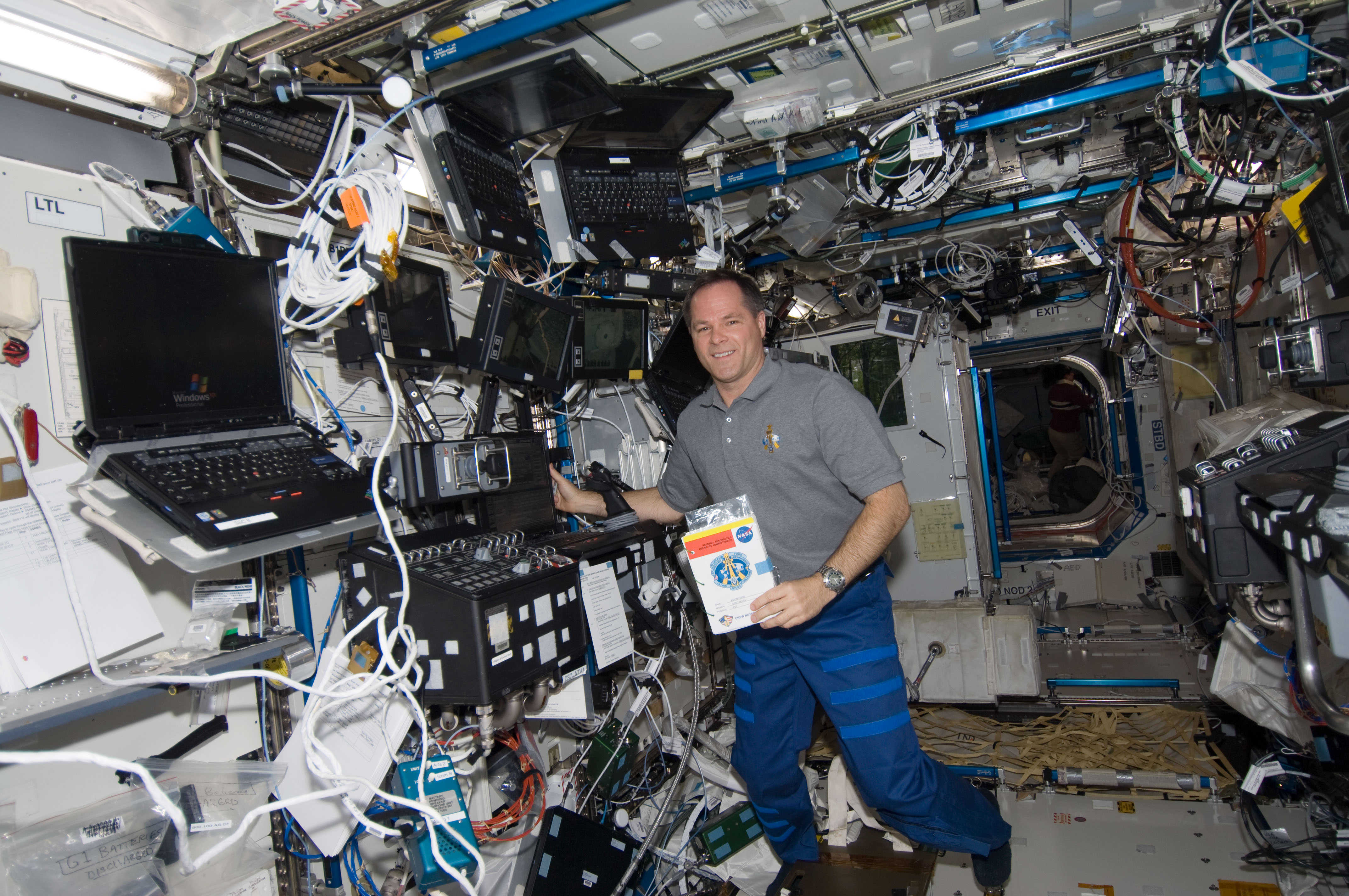
Kevin Ford Pilot von STS-128 im Destiny-Labor
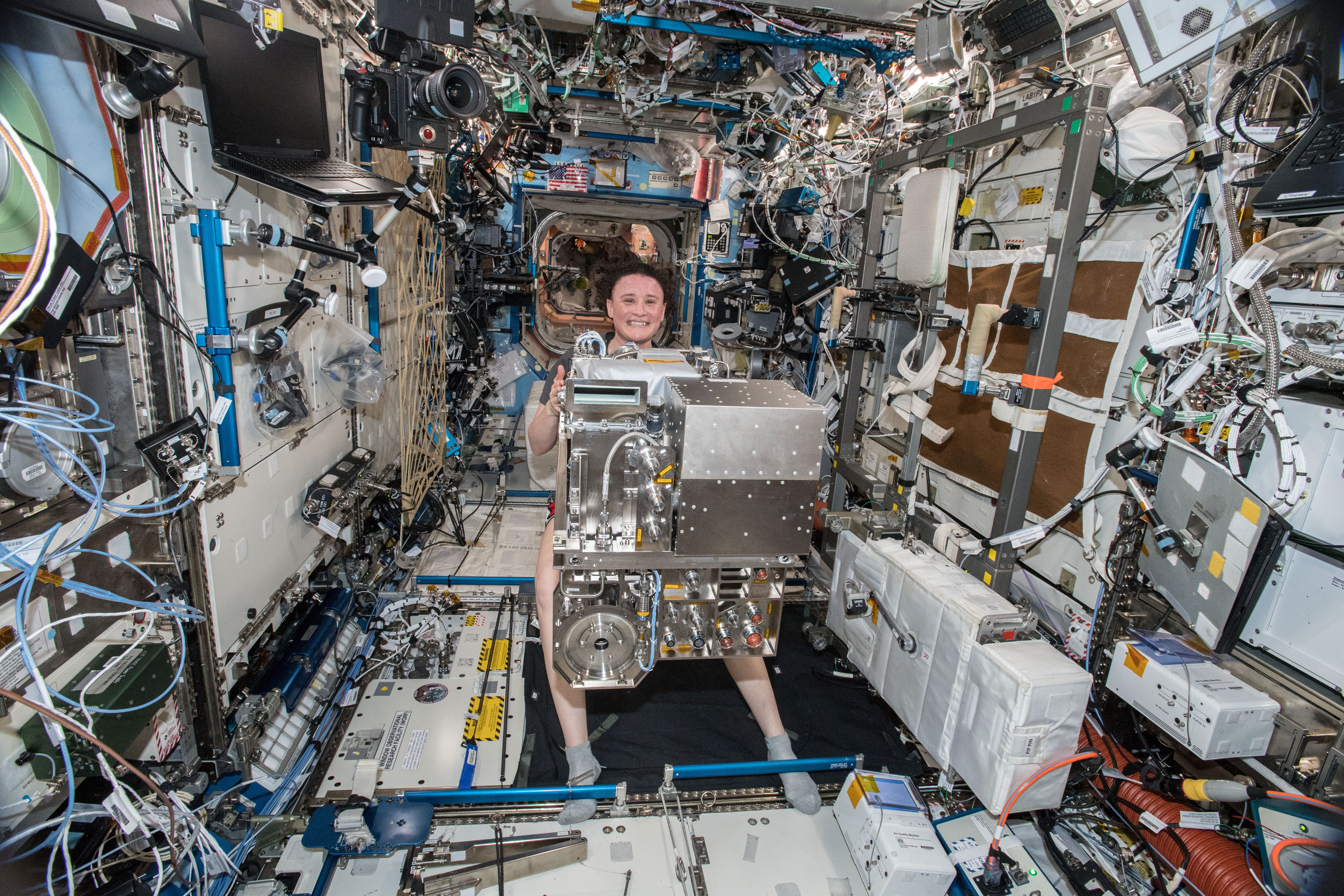
Serena Auñón-Chancellor bei Wartungsarbeiten